# Chiaka Ogbogu
Chiaka Ogbogu, född 15 april 1995 i Newark, New Jersey, USA, är en volleybollspelare (center).
Chiaka Ogbogus karriär började i skolturneringar i Texas med Coppell HS. Därefter spelade hon med University of Texas lag Texas Longhorns i NCAA Division I från 2013 till 2017. Under hennes tid i laget nådde de två semifinaler och en final och Ogbogu fick flera individuella utmärkelser.
I januari 2018 skriver hon proffskontrakt med Azzurra Volley San Casciano  i Italien. Säsongen 2018–19 skrev han på med Chemik Police i Polen. Med laget vann hon polska cupen. Säsongen 2019–2020 spelade hon åter i Italien, denna gång med Imoco Volley, med vilken hon vann den italienska cupen, italienska supercupen och världsmästerskapet i volleyboll för klubblag. Säsongen 2020–2021 spelade hon med Eczacıbaşı SK i Sultanlar Ligi som vann turkiska cupen. Säsongen därpå gick hon över till ligakonkurrenten Vakıfbank SK.
Hon debuterade i landslaget vid panamerikanska mästerskapet 2018, där de vann guld och Ogboru fick utmärkelse som turneringens bästa center. 2019 vann hon guld i Volleyball Nations League och silver i världscupen och det nordamerikanska mästerskapet. Med landslaget vann hon 2021 guld vid  Volleyball Nations League 2021 och OS 2020.